# 富士見二丁目交響楽団
『富士見二丁目交響楽団』（ふじみにちょうめこうきょうがくだん）は、秋月こおによる日本のライトノベル。イラストは西炯子、後藤星がそれぞれ担当している。
小説JUNEで連載していた「中島梓の小説道場」に投稿したうちの1本が、シリーズ1作目の『寒冷前線コンダクター』であり（小説道場第五十二回）、中島からは「うめえなあ」、編集部員からも「作者の魅力があふれている」などと高い評価を受け、小説JUNE誌上に掲載された。
その後、フジミシリーズ（あるいは「富士見シリーズ」）と道場内で銘打たれた本作は、2～4作目（第五十五回）、シリーズ5～7作目と番外編（第五十六回）と、ハイペースに投稿を重ねたものが続々と小説JUNE誌上に掲載され人気を博す。
角川ルビー文庫・角川mini文庫（角川書店→KADOKAWA）より1994年3月から刊行されている。2012年3月時点で累計部数は400万部を突破している。

## ストーリー
1994年6月、東京近郊の住宅地・富士見町に拠点を構える町内楽団「富士見市民交響楽団」通称フジミに、新しい常任指揮者・桐ノ院圭が現れた。フジミのコンサートマスターを務めるバイオリニスト・守村悠季は、圭の傲慢で高飛車な態度や、団員の実力以上の成果を求める厳しい指導方法に反発をおぼえるが、フジミは圭のカリスマ性と天才的な指導力によってしだいに上達していき、これまでにない盛り上がりを見せていく。
天才との差を見せつけられたことによりプライドが崩壊し、さらには憧れの女性である川島奈津子までもが圭に惚れていることを知った悠季は、嫉妬といらだちから「フジミをやめる」と宣言。だが圭はその言葉に激昂し、タンホイザーのCDを大音量でかけた部屋で悠季を激しく陵辱する。実は、圭はゲイであり、奈津子ではなく悠季のことを以前から愛していた。男に犯された屈辱と失恋のショックであわや発狂しかける悠季だったが、奈津子のとりなしなどによって圭の謝罪を受け入れるかたちで一件を不問にし、二度と強姦などしないという圭の言葉を信じて、お互い表面上はこれまでと変わりなくフジミに参加することに決める。
この件がきっかけとなり圭に嫌悪感を抱きながらも強く惹かれはじめた悠季は、さまざまな事件の末に彼の愛情を受けとめて恋人同士となる。愛しあい、時に反発しながら切磋琢磨していくふたりは、やがて日本を代表する若き音楽家として成長していく。

## 登場人物
声優の表記は、「MM版」が（株）マガジン・マガジン版ドラマCD、およびOVAでの演者 / 「ソニー版」がソニー・ミュージックエンタテインメント版イメージアルバムシリーズ、およびライナーノーツミュージック版企画CD『T.S.Collection』、およびコロムビアミュージックエンターテインメント版イメージアルバム『雨の歌を君に』での演者 / 「コロムビア版」がコロムビアミュージックエンタテインメント版イメージアルバム『long ago…』 での演者となる。なお、「演」は実写映画版での俳優。
守村悠季（もりむら ゆうき）
声：MM版：置鮎龍太郎 / ソニー版：堀川亮 / コロムビア版：保志総一朗
演：高崎翔太
生年月日：1971年2月11日　身長：175cm　血液型：A型　出身：新潟県新発田市
本作の主人公。バイオリニスト。初登場時は23歳。私立邦立音楽大学バイオリン科を卒業後、高校で臨時採用の音楽講師を務めるかたわら、富士見市民交響楽団(フジミ)のコンサート・マスターとして活動する。極度の内気で、人付き合いが苦手。男らしい外見ではないことや、越後の田舎出身であること、受験や就職に失敗したことなどが多大なコンプレックスとなっており、チャレンジ精神が希薄で何事もすぐに諦めてしまう弱気な性格になってしまった。桐ノ院圭にバイオリニストの素質を見出され、音楽家としても恋人としても熱烈に口説かれるうちに秘めた才能が開花。95年の日本音楽コンクール・バイオリン部門三位入賞を皮切りに、留学などを経て徐々に世界に羽ばたくプロの演奏者となっていく。
当初は異性愛者であり川島奈津子に想いを寄せていたが、思い余った圭に強姦されたことがきっかけとなって、さまざまな葛藤のすえにやがて彼の無二のパートナー（恋人）となる。圭のよき女房役であり、なにかと不器用な彼に代わって家事の大部分を取り仕切る。圭を心から愛し、彼との結婚生活と音楽家としての成功を両立させたいと考えている。頑固でヒステリックな面もあるものの、情が深く、圭の傍目にはわからない弱さを包み込む優しさも持ち合わせる。
圭と付き合いはじめた頃は周囲のゲイバッシングを非常に恐れ、同性愛者であることを隠そうとしていたが、フジミのメンバーに次第に露見していったことから態度を軟化させ、時と場合によっては圭の伴侶であることを堂々と公言するようになっていく。

桐ノ院圭（とうのいん けい）
声：MM版：増谷康紀 / ソニー版：安井邦彦 / コロムビア版：成田剣
演：新井裕介
生年月日：1971年8月8日　身長：192cm　血液型：0型　出身：東京都世田谷区
守村悠季の恋人であり、富士見市民交響楽団の常任指揮者。初登場時は22歳。元・公家であり現在では富士見銀行頭取である名家・桐院家の出身。国立東京芸術大学音楽学部指揮科を中退後、ウィーンやベルリンを中心に遊学し、94年に帰国。MHK交響楽団アシスタント指揮者に就任する。住まいを構えた富士見町で悠季と運命的な出会いを果たし、彼と関わりを持ちたいあまりにフジミに入団する。自身を「天才指揮者」であると豪語し、自信家で尊大な態度を隠さない。96年にヤーノシュコンクールで実質トップである二位入賞（最優秀なし）を果たし、悠季と共に世界的な音楽家へと成長していく。ヘルベルト・フォン・カラヤンの最後の弟子。
複雑な家庭環境や、女性に手ひどい裏切りをうけたトラウマから、若くしてゲイに目覚める。百人以上と肉体関係を持ったことがあり、特に欧州では数々の浮名を流すが、帰国後に出会った悠季の演奏に一目惚れしてからは真実の愛に目覚めて貞節を誓う。常にポーカーフェイスを崩さないクールな性格ではあるものの、三角関係のこじれから逆上して悠季を強姦してしまうなど、思い込みやすく、また思いつめやすい激情家でもある。
悠季とは強姦事件の後にかろうじて和解。その後も想いを寄せ続けて晴れて恋人となり、やがて深く愛しあい結婚(事実婚)する。引っ込み思案で自信のない悠季の隠された才能を引き出し、彼のバイオリニストとしての実力が正しく評価されるよう誰よりも願う反面、世界を目指す若き音楽家としてはライバル同士であることから天性の才能に嫉妬し、また次第に多忙になっていく彼に不満を募らせてもいくようになる。
性生活に関しては非常に貪欲で、コンクールを控えた悠季に「体が保たないから」と禁欲を言い渡されるほどの絶倫家。手を替え品を替えて悠季と愛情を深め合う。
本名は「桐院圭」であるが、トウインと呼ばれる事が多いので「桐」と「院」の間にカタカナの「ノ」を入れる表記を日常では用いている。

生島高嶺（いくしま たかね）
声：MM版：矢尾一樹 / コロムビア版：鈴木英一郎
圭の友人であり、ライバルでもある天才ピアニスト。アメリカに不法滞在していた両親の間に生まれたことから、物心ついたころにはニューヨークのハーレムで同じような境遇の子どもたちと貧しく暮らしていた。無学であるために楽譜は読めないが、一度耳で聞いた音色をピアノで忠実に再現できる天才的な技能を持ち、その野性味にあふれた情熱的な演奏で若くして世界中にその名を轟かせている。
94年に気まぐれで来日し、圭と悠季の暮らすマンションに転がり込んできた。悪役プロレスラーやグリズリーに例えられる外見そのままに、言動は品がなく極めて乱暴。悠季に性的な興味を抱いてはいるものの、友人である圭の手前ちょっかいはセクハラ程度にとどめている。悠季の類まれなるバイオリンの才能を早くから見抜いていた人物のひとり。

八十川空也（やそかわ そら）
声：MM版：山口勝平
生まれながらに絶対音感を持つ、天才ホルン少年。初登場時は14歳。母親の教育方針から、義務教育を一度も受けぬまま成長してしまったため、簡単な読み書きや計算すらままならない。母が病死したのち、保護されていた施設を脱走して放浪していたところを高嶺に拾われ、圭のマンションで同居するようになる。基本的な勉強や衣食の世話をしてくれた悠季を「マミー」と呼び非常に慕っている。
高嶺にホルンを与えられてからはフジミの準団員となり、やがて恋人となった高嶺と共に渡米し、海外のコンサートなどで活躍することになる。高嶺とは正式に養子縁組をはたして、現在は「生島空也」を名乗る。

石田国光（いしだ くにみつ）
声：MM版：梅津秀行
演：徳井優
フジミの世話人、兼事務長、兼コントラバス担当。メンバーのたまり場でもある喫茶「モーツァルト」のマスターで、フジミ設立メンバーのひとり。穏やかで笑顔の絶えない気さくな人柄で、「ニコちゃん」のあだ名で親しまれている。人生の先輩として圭や悠季をあたたかく見守っている。

五十嵐健人（いがらし たけと）
声：MM版：石田彰 / ソニー版：三木真一郎
演：林明寛
フジミのチェロを担当。悠季とすれ違い入学した邦立音大の後輩で、世渡り上手でお調子者のムードメーカー。若者らしい正義感を持った純情屋でもあり、圭と悠季の同性愛関係を早くから知りながらも偏見を抱くことなく接する。ふたりを心から尊敬し、とくに圭に対しては「ファン」を自称するほどその指揮にも人柄にも心酔しきっている。悠季がフジミを退団してからはコン・マス代理となった。97年にM響のオーディションに合格、試用契約社員となる。

川島奈津子（かわしま なつこ）
声：MM版：勝生真沙子
演：岩田さゆり
フジミのフルート担当で中堅演奏者。悠季より2つ年下で、純心女子短大を卒業後、みかん銀行旭台支店の窓口を担当。ワンレンのストレートヘアが似合う美女で、悠季は入団当初から彼女に心を寄せていた。フジミに入団してきた圭に惚れて果敢にアタックするも、ゲイであることを理由に断られて失恋。その後、圭と悠季の間で起こった強姦事件に至るきっかけを作ってしまった原因が自分の発言であると知り、驚くも、相思相愛になった二人をみて安堵する。その後は、ふたりの関係を知る良きオブザーバーとなる。さっぱりとした気持ちのいい性格の女性で、圭も悠季も信頼を置いている。

飯田弘（いいだ ひろし）
声：MM版：中村大樹
チェリスト。MHK交響楽団第6奏者で、フジミではパートリーダー兼指導者を務める。圭の「フジミを世界的なオーケストラに育てあげる」という理想に共鳴してM響から引きぬかれた11人のメンバーの隊長格。軽妙洒脱な毒舌家だが、圭の若さと青さに強く惹かれており、ひとまわり歳上の大人の立場から彼を後押しする情に厚い人物でもある。M響の同僚である延原と仲が良い。また五十嵐を「先輩」と呼び、よくからかっている（フジミでは五十嵐のほうが先輩にあたるため）。周囲から反対されながらも結婚した恋女房と、その間にできた愛娘がいる。

桐院尭宗（とうのいん たかむね）
圭の祖父であり、敏腕で鳴らした富士見銀行の元頭取。70歳を超え、現在は成城の自宅で隠居している。音楽に造詣が深く、また腹心の秘書・井沢重三郎と同性愛関係にあることから、ゲイであることを宣言し家を飛び出して音楽家になった孫に対して一定の理解を示している。

桐院胤充（とうのいん たねみつ）
圭の父。富士見銀行の頭取で桐院家の婿養子。桐院芙美子と結婚し圭をもうけたが、直後に芙美子が他界したことから、その双子の妹・燦子と再婚した。圭に名家の嫡男としての自覚を促すもうまくいかず、跡取り問題についてはいつも泣き落としで対抗している。

桐院燦子（とうのいん はなこ）
圭の義理の母。圭の実母である芙美子の双子の妹で、小夜子にとっては実母にあたる。桐院家の実質的な現権力者であり、権謀術数に長けたその策謀家ぶりを圭は非常に苦手に思っている。

桐院小夜子（とうのいん さよこ）
声：MM版：井上喜久子
圭の腹違いの妹。重度のブラザーコンプレックスを自認しており、幼い頃から兄が理想の男性だった。バレリーナ（糸川バレエ研究所研究生 パ・パ・ドゥ花形プリマ）。圭に雰囲気も面差しもよく似た華のある美女で、圭の恋人である悠季に興味本位からちょっかいをかけているうちにやがて本気で愛してしまうようになる。お嬢様育ちのため、わがままで気が強い。のちに家を捨てた圭のかわりに、女性頭取を目指してハーバード大学に留学する。

伊沢重三郎（いざわ じゅうざぶろう）
桐院家の執事。戦時中に夭折した兄・光一郎の跡を継ぎ、尭宗の秘書となった。尭宗とは愛人関係にあり、その存在は桐院家に深い影を落としている。圭の教育係として幼少の彼を支え、今なおその人格に多大な影響を与えている。

エミリオ・ロスマッティ
「パガニーニの再来」と呼ばれるバイオリンの巨匠。ローマ在住のイタリア人。留学してきた悠季を内弟子として預かり、2年間熱心に指導する。20年前は目も覚めるような美青年だったが、現在では「まん丸顔の太っちょおじさん」。悠季に依存する圭に「べべ（赤ちゃん）」という愛称をつける。三人目の妻が京都出身の日本人であるため、日本語には堪能。

## 用語
富士見市民交響楽団
富士見町に拠点を構える町内オーケストラで、通称「フジミ」。同じ名前の市民フィルが別に存在することから、「二丁目楽団」などの蔑称でも呼ばれている。メンバーの多くは本業を持つ会社員や主婦であり、そのため演奏の腕前は歴代の常任指揮者が逃げ出してしまうほど下手。長らく"下手の横好き集団"としてマイペースに活動を続けてきたが、新しく常任指揮者となった桐ノ院圭の巧みな指導力で徐々に腕前をあげ、町内での認知度も高まっていく。コンサートマスターは守村悠季。
MHK交響楽団
日本を代表するオーケストラのひとつ。通称「M響（エムきょう）」。94年にヨーロッパ遊学から帰国した圭は、桐院家のコネクションでM響のアシスタント指揮者（臨時指揮者）に就任し、11人の志ある演奏者たちをフジミへと勧誘する。

## 既刊一覧

### 小説

#### 富士見二丁目交響楽団シリーズ
- 秋月こお（著） / 西炯子（イラスト）[注 1] / 後藤星（イラスト）[注 2]、角川書店→KADOKAWA〈角川ルビー文庫〉、既刊54巻（2016年12月1日現在）
  - 『寒冷前線コンダクター 富士見二丁目交響楽団シリーズ』1994年3月31日発売[7]、ISBN 4-04-434601-1
  - 『さまよえるバイオリニスト 富士見二丁目交響楽団シリーズ』1994年7月29日発売[8]、ISBN 4-04-434602-X
  - 『マンハッタン・ソナタ 富士見二丁目交響楽団シリーズ』1995年1月27日発売[9]、ISBN 4-04-434603-8
  - 『リサイタル狂騒曲 富士見二丁目交響楽団シリーズ』1995年4月27日発売[10]、ISBN 4-04-434604-6
  - 『未完成行進曲 富士見二丁目交響楽団シリーズ 第2部』1996年1月25日発売[11]、ISBN 4-04-434608-9
  - 『アクシデント・イン・ブルー 富士見二丁目交響楽団シリーズ 第2部』1996年4月23日発売[12]、ISBN 4-04-434609-7
  - 『ファンキー・モンキー・ギャングS 富士見二丁目交響楽団シリーズ 第2部』1996年9月25日発売[13]、ISBN 4-04-434611-9
  - 『金のバイオリン・木のバイオリン 富士見二丁目交響楽団シリーズ 第2部』1996年11月26日発売[14]、ISBN 4-04-434612-7
  - 『サンセット・サンライズ 富士見二丁目交響楽団シリーズ 第2部』1997年2月27日発売[15]、ISBN 4-04-434613-5
  - 『アレグロ・アジタート 富士見二丁目交響楽団シリーズ 第2部』1997年6月27日発売[16]、ISBN 4-04-434615-1
  - 『運命はかく扉をたたく 富士見二丁目交響楽団シリーズ 第2部』1998年2月26日発売[17]、ISBN 4-04-434618-6
  - 『シンデレラ・ウォーズ 富士見二丁目交響楽団シリーズ 第3部』1998年10月29日発売[18]、ISBN 4-04-434621-6
  - 『桐院小夜子さまのキモチ 富士見二丁目交響楽団シリーズ 第3部外伝』1998年12月25日発売[19]、ISBN 4-04-434623-2
  - 『リクエスト 富士見二丁目交響楽団シリーズ 第3部』1999年3月26日発売[20]、ISBN 4-04-434624-0
  - 『退団勧告 富士見二丁目交響楽団シリーズ 第3部』1999年7月29日発売[21]、ISBN 4-04-434625-9
  - 『ボン・ボワイヤージュの横断幕のもとに 富士見二丁目交響楽団シリーズ 第3部』1999年11月30日発売[22]、ISBN 4-04-434628-3
  - 『マエストロエミリオ 富士見二丁目交響楽団シリーズ 第4部』2000年7月28日発売[23]、ISBN 4-04-434631-3
  - 『アポロンの懊悩 富士見二丁目交響楽団シリーズ 第4部』2000年11月30日発売[24]、ISBN 4-04-434634-8
  - 『バッコスの民 富士見二丁目交響楽団シリーズ 第4部』2001年6月29日発売[25]、ISBN 4-04-434635-6
  - 『その青き男 富士見二丁目交響楽団シリーズ 第4部外伝』2001年11月30日発売[26]、ISBN 4-04-434636-4
  - 『幻想のシャコンヌ 富士見二丁目交響楽団シリーズ 第4部』2002年2月28日発売[27]、ISBN 4-04-434637-2
  - 『ブザンソンにて 富士見二丁目交響楽団シリーズ 第4部』2002年11月30日発売[28]、ISBN 4-04-434639-9
  - 『ミューズの寵児 富士見二丁目交響楽団シリーズ 第5部』2003年6月28日発売[29]、ISBN 4-04-434640-2
  - 『闘うバイオリニストのための奇想曲（カプリチオ） 富士見二丁目交響楽団シリーズ 第5部』2003年11月29日発売[30]、ISBN 4-04-434641-0
  - 『その男、指揮者につき… 富士見二丁目交響楽団シリーズ 第5部』2004年6月30日発売[31]、ISBN 4-04-434642-9
  - 『華麗なる復讐 富士見二丁目交響楽団シリーズ 第6部』2004年11月30日発売[32]、ISBN 4-04-434643-7
  - 『バイオリン弾きの弟子たち 富士見二丁目交響楽団シリーズ 第6部』2005年6月30日発売[33]、ISBN 4-04-434645-3
  - 『センシティブな暴君の愛し方 富士見二丁目交響楽団シリーズ 第6部』2005年11月30日発売[34]、ISBN 4-04-434646-1
  - 『人騒がせなロメオ 富士見二丁目交響楽団シリーズ 第6部』2006年6月30日発売[35]、ISBN 4-04-434647-X
  - 『嵐の予感 富士見二丁目交響楽団シリーズ 第6部』2006年11月30日発売[36]、ISBN 4-04-434648-8
  - 『逡巡という名のカノン 富士見二丁目交響楽団シリーズ 第6部』2007年4月28日発売[37]、ISBN 978-4-04-434649-2
  - 『アンダルシアのそよ風 富士見二丁目交響楽団シリーズ 第6部』2007年8月31日発売[38]、ISBN 978-4-04-434650-8
  - 『螺旋のゆくえ 富士見二丁目交響楽団シリーズ 第6部』2007年11月30日発売[39]、ISBN 978-4-04-434651-5
  - 『誰がためにミューズは微笑む 富士見二丁目交響楽団シリーズ 第6部』2008年6月28日発売[40]、ISBN 978-4-04-434652-2
  - 『三つの愛の変奏曲 富士見二丁目交響楽団シリーズ 第6部外伝』2008年8月1日発売[41]、ISBN 978-4-04-434653-9
  - 『スキャンダル 富士見二丁目交響楽団シリーズ 第7部』2009年6月30日発売[42]、ISBN 978-4-04-434654-6
  - 『訣別 富士見二丁目交響楽団シリーズ 第7部』2009年11月28日発売[43]、ISBN 978-4-04-434655-3
  - 『間奏曲的ディベルティメント 富士見二丁目交響楽団シリーズ 第7部外伝』2010年3月31日発売[44]、ISBN 978-4-04-434656-0
  - 『選ばれし者 富士見二丁目交響楽団シリーズ 第7部』2010年11月30日発売[45]、ISBN 978-4-04-434657-7
  - 『天上の愛 地上の愛 富士見二丁目交響楽団シリーズ 第7部』2011年3月31日発売[46]、ISBN 978-4-04-434658-4
  - 『リサイタリスト 富士見二丁目交響楽団シリーズ 第7部』2011年7月30日発売[47]、ISBN 978-4-04-434659-1
  - 『冬の旅 富士見二丁目交響楽団シリー ズ第7部』2011年11月30日発売[48]、ISBN 978-4-04-100086-1
  - 『天国の門 富士見二丁目交響楽団シリーズ 第7部』2012年2月29日発売[49]、ISBN 978-4-04-100219-3
  - 『富士見二丁目交響楽団 上 富士見二丁目交響楽団シリーズ 第7部』2012年7月31日発売[50]、ISBN 978-4-04-100455-5
  - 『富士見二丁目交響楽団 下 富士見二丁目交響楽団シリーズ 第7部』2012年8月31日発売[51]、ISBN 978-4-04-100499-9
  - 『檻の中 富士見二丁目交響楽団シリーズ外伝』2012年11月30日発売[52]、ISBN 978-4-04-100592-7
  - 『ビオラを買いに 富士見二丁目交響楽団シリーズ外伝』2013年5月1日発売[53]、ISBN 978-4-04-100894-2
  - 『第五の運命 富士見二丁目交響楽団シリーズ外伝』2013年12月1日発売[54]、ISBN 978-4-04-101109-6
  - 『銀の匙のサンバ 富士見二丁目交響楽団シリーズ外伝』2014年4月1日発売[55]、ISBN 978-4-04-101306-9
  - 『虹の橋 富士見二丁目交響楽団シリーズ外伝』2014年8月1日発売[56]、ISBN 978-4-04-101708-1
  - 『虹を渡るコラール 富士見二丁目交響楽団シリーズ外伝』2014年12月1日発売[57]、ISBN 978-4-04-102275-7
  - 『波間にて 富士見二丁目交響楽団シリーズ外伝』2015年12月1日発売[58]、ISBN 978-4-04-103424-8
  - 『コミック・オペラ 富士見二丁目交響楽団シリーズ外伝』2016年4月1日発売[59]、ISBN 978-4-04-104185-7
  - 『ブルームーン・ラプソディー 富士見二丁目交響楽団シリーズ外伝』2016年12月1日発売[60]、ISBN 978-4-04-104998-3
- 秋月こお（著） / 西炯子（イラスト）[注 3] / 後藤星（イラスト）[注 4]、角川書店〈角川mini文庫〉、既刊3巻（2000年1月14日現在）
  - 『奈津子玉砕 富士見二丁目交響楽団シリーズ外伝』1997年10月9日発売[61]、ISBN 4-04-700194-5
  - 『ライナー・ノーツ〈悠季〉 富士見二丁目交響楽団シリーズ外伝』2000年1月14日発売[62]、ISBN 4-04-700290-9
  - 『ライナー・ノーツ〈圭〉 富士見二丁目交響楽団シリーズ外伝』2000年1月14日発売[63]、ISBN 4-04-700291-7

#### ベスト版
- 秋月こお（著） / 後藤星（イラスト） 『富士見二丁目交響楽団 ベストアルバム』 角川書店→KADOKAWA〈角川ルビー文庫〉、既刊3巻（2017年12月1日現在）
  1. 2017年8月1日発売[64]、ISBN 978-4-04-105969-2
  2. 2017年10月1日発売[65]、ISBN 978-4-04-106280-7
  3. 2017年12月1日発売[66]、ISBN 978-4-04-106374-3

### 漫画

#### コミカライズ
- 秋月こお（原作） / 後藤星（作画） 『寒冷前線コンダクター 富士見二丁目交響楽団シリーズ』 角川書店〈あすかコミックスCL-DX〉、2005年3月28日発売[67]、ISBN 4-04-853832-2

#### 公式同人誌アンソロジー
特記のない限り出版社〈レーベル〉はマガジン・マガジン社〈ジュネコミックス〉。
- 『フジミ同人誌ワールド アンソロジー』全5巻
  1. 1995年5月、ISBN 4-906011-10-1
  2. 1995年12月、ISBN 4-906011-15-2
  3. 1997年9月、ISBN 4-906011-27-6
  4. 1999年5月、ISBN 4-906011-56-X
  5. 2000年3月、ISBN 4-906011-72-1
- 『フジミff-フォルテッシモ-アンソロジー1』1999年9月、ISBN 4-906011-61-6
- 『フジミff-フォルテッシモ-アンソロジー2 ぬくぬく編』1999年12月、ISBN 4-906011-67-5
- 『フジミ・カプリッチョ』2000年9月、ISBN 4-906011-85-3
- 『フジミ・ハイランド』2001年4月、ISBN 4-906011-99-3

#### OVAフィルムコミック
- 『秋月こお コミック・ライブ フジミ協奏曲第一楽章』1998年1月、ISBN 4-906011-31-4
- 『秋月こお コミック・ライブ フジミ協奏曲第二楽章』1999年2月、ISBN 4-906011-53-5

### 関連書籍
- 『フジミ・アルバム : 富士見二丁目交響楽団 : 西炯子イラスト集』1999年10月発行、ISBN 4-906011-64-0
- 『クラシカル・ロンド 富士見二丁目交響楽団シリーズ』2005年3月28日発売[68]、ISBN 4-04-873604-3
- 『フジミ・ソルフェージュ 富士見二丁目交響楽団シリーズ外伝 プレミアム・ブック』2005年3月31日発売[69]、ISBN 4-04-434644-5
- 『富士見二丁目交響楽団シリーズ15th MEMORIAL BOOK』2010年3月26日発売[70]、ISBN 978-4-04-854450-4

## CD
（株）マガジン・マガジン <ドラマCDシリーズ>
原作をボイスドラマ化したドラマCDシリーズ。
- 富士見二丁目交響楽団 SERIES1 寒冷前線コンダクター（1995年12月）
- 富士見二丁目交響楽団 SERIES2 D線上のアリア（1996年8月）
- 富士見二丁目交響楽団 SERIES3 さまよえるバイオリニスト（1997年8月）
- 富士見二丁目交響楽団 外伝 野生のアマデウス（1998年2月）
- 富士見二丁目交響楽団 SERIES4 コンサートはお好き?（1998年6月）
- 富士見二丁目交響楽団 SERIES5 赤い靴ワルツ（1998年9月）
- 富士見二丁目交響楽団 SERIES6 マンハッタン・ソナタ（1999年2月）
- 富士見二丁目交響楽団 SERIES7 リサイタル狂騒曲（1999年7月）
- 富士見二丁目交響楽団 第2部（前） 桐ノ院圭はかく語りき（2000年8月）
- 富士見二丁目交響楽団 第2部（後） 悠季のためのパヴァーヌ（2000年9月）
- 富士見二丁目交響楽団 パロディ篇 富士見ハイランドへみんなで行こう!（2001年5月）
- 富士見二丁目交響楽団 チェリスト五十嵐健人の証言 真面目コン・マスはコンダクターの夢を見るか（2002年1月）
- 富士見二丁目交響楽団 第2部外伝 八月十二日（晴れ）（2002年9月）
- 富士見二丁目交響楽団 第2部 ファンキー・モンキー・ギャングS（2004年5月）

（株）マガジン・マガジン <ボイスコレクションシリーズ>
声優ボイスコレクションCD。書きおろし脚本。
※富士見二丁目交響楽団シリーズ以外の脚本（セリフ）も収録されている。
- ペンギン桐ノ院くん 桐ノ院圭=増谷康紀 ボイスコレクション・シリーズ1（ 2002年8月）※増谷康紀
- 五十嵐くんの人に言えない銀の夜 ボイスコレクション・シリーズ2（2003年6月） ※石田彰
- 本気（マジ）になっちゃうぜ!? ボイスコレクション・シリーズ5（2005年1月） ※山口勝平

ソニーミュージックエンタテインメント
原作に登場したクラシック楽曲とイメージミュージック、書きおろし脚本によるオリジナルボイスドラマを収録したイメージアルバムシリーズ。
- 富士見二丁目交響楽団 寒冷前線コンダクター（1994年7月21日）
- 富士見二丁目交響楽団 コンサートはお好き?（1995年2月22日）
- 富士見二丁目交響楽団 きわめて私的な夜想曲（1995年9月1日
- 富士見二丁目交響楽団 マンハッタン・ソナタ（1996年4月1日）
- 富士見二丁目交響楽団 J戦場狂騒曲（ラプソディ）（1996年10月21日）
- 富士見二丁目交響楽団 春の嵐（1997年3月1日）
- 富士見二丁目交響楽団 怪談・さまよえるヴァイオリニスト（限定盤/ 通常版）（1997年6月21日）
- 富士見二丁目交響楽団 守村悠季“ヴァイオリン・ピース（1997年10月22日）
- 富士見二丁目交響楽団 巷のアマデウス（1998年1月21日）
- 富士見二丁目交響楽団 アニヴァーサリー（1998年6月20日）
- 富士見二丁目交響楽団 メリー・ハッピーソング（1998年12月12日）
- 富士見二丁目交響楽団 Home Sweet Home（1999年3月20日）

コロムビアミュージックエンタテインメント
原作に登場したクラシック楽曲とイメージミュージック、ボイスドラマを収録したイメージアルバム。
- 富士見二丁目交響楽団 Long ago…（2000年6月21日）
- 富士見二丁目交響楽団シリーズ 雨の歌をきみに（2001年1月20日）

ライナーノーツミュージック
ソニー版イメージアルバム宣伝用のボイステレフォンサービス音源をまとめ、CD化したもの。
- Fujimi Symphony Orchestra「T.S collection」（1999年10月24日）

## OVA
富士見二丁目交響楽団 寒冷前線/雨のち嵐（1997年7月22日）
- 原作：秋月こお『寒冷前線コンダクター』
- キャラクターデザイン原案：西炯子
- 製作：岸岡隆昭
- 監督：西森章
- 助監督：佐藤豊
- 脚本：十川誠志
- キャラクターデザイン・作画監督：平山智
- 色彩設計：志甫聡子
- 美術監督：荒井和浩
- 撮影監督：安津畑隆
- 編集：関一彦、小林容子
- 音響監督：岩浪美和
- 音響制作：HALF H・P STUDIO
- 音楽：高野ふじお(Liner Notes Music)
- 音楽プロデューサー：金丸潤 (Sony Records)、高橋美和 (Liner Notes Music)
- 企画：JUNE出版部 (戸田きみ子)
- 制作プロデューサー：小沢十光
- 制作担当：山本清
- プロデューサー：佐川俊彦、南喜長
- アニメーション制作：ビー・メディア
- アニメーション制作協力：ブレインズ・ベース
- 製作・販売：マガジン・マガジン

## 実写映画
『富士見二丁目交響楽団シリーズ 寒冷前線コンダクター』は2012年3月3日にシアター・イメージフォーラムにてレイトショー公開。その後、大阪・シネヌーヴォX、名古屋・シネマスコーレにて順次公開された。

### ストーリー
富士見町に拠点を構えるアマチュアオーケストラ・富士見市民交響楽団、通称「フジミ」に、芸大出身で留学を終えて帰国したという美形音楽家・桐ノ院圭が新任の指揮者としてやって来る。フジミのコンサートマスターを務めるバイオリニストの守村悠季は、初めて圭に会ったときから彼の尊大な態度が気に食わなかったが、彼は指揮者としての腕は超一流で……。

### キャスト
- 高崎翔太（守村悠季）[6]
- 新井裕介（桐ノ院 圭）[6]
- 岩田さゆり（川島奈津子）[6]
- 林明寛（五十嵐健人）[6]
- 馬場良馬（警官）[6]
- NAOTO［バイオリン］（－）[6]
- 木下ほうか（市山和夫）[6]
- 宮川一朗太（大森 一）[6]
- 徳井優（石田国光）[6]
- 国広富之（高田龍之介）[6]

### スタッフ
- 監督・編集：金田敬[6]
- 助監督：佐藤吏[6]
- 脚本：板谷里乃[6]、箱田森介[6]
- 原作：「寒冷前線コンダクター」秋月こお（角川ルビー文庫）[6]
- 製作：山口敏功[6]、竹村淳子[6]、三木和史[6]
- プロデューサー：梅橋美香[6]、森和也[6]、三木和史[6]
- 美術：山下修侍[6]
- 撮影：志賀葉一[71]
- 編集：和田多加[71]
- 衣裳：手塚勇[6]
- ヘアメイク：大久保恵美子[71]
- 録音：中村雅光[6]
- 音楽：MOKU[6]
- 制作担当：塚本敬[71]
- 製作委員会：富士見二丁目交響楽団シリーズ製作委員会（ジェネオン・ユニバーサル・エンターテイメント、ビデオプランニング、ビデオフォーカス）[71]
- 制作・配給：ビデオプランニング[71]

### 主題歌
エンディングテーマ「寒冷前線コンダクター」
作詞・作曲・歌：MOKU　編曲：猪早タクミ

### DVD
- 〈本編DVD〉富士見二丁目交響楽団シリーズ 寒冷前線コンダクター（2012年6月6日）
- 〈メイキングDVD〉富士見二丁目交響楽団シリーズ メイキング・オブ 寒冷前線コンダクターベスト・デュオ（2012年3月2日）
- 〈メイキングDVD〉富士見二丁目交響楽団シリーズ メイキング・オブ 寒冷前線コンダクタープリンス 4人の素顔（2012年3月2日）